# UFC 85
UFC 85: Bedlam foi um evento de artes marciais mistas promovido pelo Ultimate Fighting Championship, ocorrido em 7 de junho de 2008 no The O2 Arena em Londres, Inglaterra.

## Background
O card de lutas foi devastado devido à lesões dos lutadores que lutariam nele. Inicialmente o confronto principal seria entre Chuck Liddell e Maurício Rua. Porém Rua teve que se submeter a uma cirurgia no joelho. Por tanto foi substituído por Rashad Evans. Liddel saiu do car devido a uma lesão e foi substituído por James Irvin, mas Irvin teve uma lesão no pé. Evans também foi removido do card. Com isso, o confronto principal passou a ser entre Thiago Alves e Matt Hughes.
Outra mudança foi no confronto entre Jonathan Goulet e Paul Kelly. Goulet informou que não haveria tempo de preparação e Kelly também foi retirado do card. O confronto entre Michael Bisping e Chris Leben retirado do card devido a um problema jurídico de Leben que o impedia de ter tempo para preparar-se para o combate, com isso, foi chamado Jason Day para enfrentar Bisping. Ryo Chonan foi substituído por Kevin Burns e Neil Wain foi substituído por Eddie Sanchez.

## Resultados
Nota 1 Swick perdeu um ponto no terceiro round por segurar a grade.

Nota 2 Marquardt teve dois pontos deduzidos, um no segundo round por uma joelhada ilegal e um no terceiro por cotoveladas atrás da cabeça.

## Bônus da Noite
- Luta da Noite:  Matt Wiman vs.  Thiago Tavares
- Nocaute da Noite:  Thiago Alves
- Finalização da Noite:  Kevin Burns

## Ligações Externas
- Página oficial

1. ↑  Nota 1
2. ↑  Nota 2